# Menhir-polissoir de Souhé
Le menhir-polissoir de Souhé est un mégalithe situé sur le territoire de la commune de Naintré, dans le département de la Vienne.

## Historique
Le mégalithe est inscrit au titre des monuments historiques par arrêté du 19 avril 1999.

## Caractéristiques
Le mégalithe est constitué d'une dalle de grès cénomanien de 3,20 m de long sur 1,60 m de largeur d'une épaisseur variant entre 0,40 m à 0,60 m. À l'origine, la dalle a été utilisée comme polissoir. Elle comporte trois rainures et sept cuvettes de polissage mesurant entre 0,21 m et 0,47 m de long, sur 7 cm à 12 cm de large pour une profondeur comprise entre 1 cm et 4 cm.
A une époque indéterminée, la dalle fut dressée en menhir, sur la rive gauche du Clain à environ 220 m du lit actuel du cours d'eau, symétriquement par rapport au menhir du Vieux-Poitiers. En 1965, lors de son signalement par René Fritsch, la dalle est enfoncée dans le sol sur une hauteur de 0,70 m et inclinée selon un angle de 45° vers le nord-ouest. Puis elle fut déplacée une première fois et déposée sur le parking d'un restaurant en bordure de la N10, avant d'être à nouveau déplacée à son emplacement actuel dans un square public dans le bourg de Naintré.